# Rudolf von Broecker
Eduard Wilhelm Rudolf Broecker, seit 1868 von Broecker (* 28. Mai 1817 in Kulm, Preußen; † 16. Mai 1890 in Charlottenburg, Deutsches Reich) war ein preußischer Generalleutnant.

## Leben

### Herkunft
Rudolf war ein Sohn von Karl Broecker (1787–1849) und dessen Ehefrau Karoline, geborene Lorenz (1790–1822). Sein Vater war zunächst Kreissekretär in Kulm und später auf Browiennna im Kreis Kulmsee.

### Werdegang
Broecker besuchte das Gymnasium in Bromberg und trat anschließend am 29. April 1833 als Kanonier in die 5. Artillerie-Brigade der Preußischen Armee ein. Zur weiteren Ausbildung absolvierte er von Oktober 1836 bis Juli 1839 die Vereinigte Artillerie- und Ingenieurschule und avancierte zwischenzeitlich zum aggregierten Sekondeleutnant. Am 7. Januar 1840 erfolgte seine Ernennung zum Artillerieoffizier und am 30. Juni 1840 wurde er einrangiert. Von April 1841 bis Juli 1842 war Broecker als Lehrer an der Divisionsschule der 10. Division tätig und 1844 als Rechnungsführer und Verwaltungsmitglied an die Hauptartilleriewerkstatt nach Neiße kommandiert. Daran schlossen sich Kommandierungen als Erzieher am Kadettenhaus in Kulm und als Militärlehrer am Berliner Kadettenhaus an. Am 3. August 1850 wurde er zum Premierleutnant befördert.
Von 1851 bis 1853 war Broecker als Mitglied der Artillerie-Revisionskommission nach Neiße kommandiert und zugleich als Examinator an der Divisionsschule der 12. Division tätig. Unter Stellung à la suite seines Regiments wurde er am 20. März 1852 an die Feuerwerksabteilung kommandiert und Mitte März 1854 mit der Beförderung zum Hauptmann zum Dirigenten des Raketenlabors ernannt. Unter Stellung à la suite des 6. Artillerie-Regiments erfolgte am 20. Mai 1854 seine Ernennung zum Kompaniechef in der Feuerwerkabteilung. Zugleich wurde Broecker Mitglied der Artillerieprüfungskommission. Am 29. Juni 1859 wurde er Feuerwerksmeister der Artillerie und am 13. September 1859 Mitglied der Prüfungskommission für Premierleutnants der Artillerie sowie in die Kommission zur Beurteilung von Preisfragen und Mitglied der Studienkommission der Artillerie- und Ingenieurschule berufen. Er stieg am 17. März 1863 zum Major auf und wurde am 18. April 1865 etatmäßiges Mitglied der Artillerieprüfungskommission. Am 23. September 1865 kam er als Abteilungskommandeur in die 6. Artillerie-Brigade. Also solcher begleitete er 1866 die Schießversuche bei Krupp in Essen.
Während des Deutschen Krieges nahm Broecker 1866 an der Schlacht bei Königgrätz teil und wurde für sein Wirken mit dem Kronen-Orden III. Klasse mit Schwertern ausgezeichnet. Nach Kriegsende kehrte er in seine Stellung bei der Artillerieprüfungskommission zurück und wurde am 31. Dezember 1866 mit Patent vom 30. Oktober 1866 zum Oberstleutnant befördert. Am 2. August 1867 erfolgte seine Ernennung zum Direktor der Artillerie-Schießschule und in dieser Eigenschaft wurde Broecker am 29. Juni 1868 durch König Wilhelm I. in den erblichen preußischen Adelsstand erhoben.
Am 18. Juli 1869 wurde er zum Oberst befördert und am 5. September 1869 zum Kommandeur des 1. Rheinischen Feldartillerie-Regiments Nr. 8 ernannt. Diesen Verband führte Broecker 1870/71 im Krieg gegen Frankreich in den Schlachten bei Gravelotte, Amiens, an der Hallue, bei Bapaume und Saint-Quentin sowie der Belagerung von Metz und dem Gefecht bei Buchy. Ausgezeichnet mit beiden Klassen des Eisernen Kreuzes wurde er nach dem Friedensschluss unter Stellung à la suite seines Regiments am 8. Oktober 1872 zum Kommandeur der 2. Artillerie-Brigade ernannt. Mit der Trennung in Feld- und Fußartillerie formierte sich Ende des Monats die 2. Feldartillerie-Brigade, als dessen Kommandeur Broecker weiterhin fungierte. Er avancierte am 2. September 1873 zum Generalmajor und erhielt im Januar 1877 anlässlich des Ordensfestes den Roten Adlerorden II. Klasse mit Eichenlaub. Unter Verleihung des Charakters als Generalleutnant wurde er am 12. Juni 1877 mit Pension zur Disposition gestellt.
Er starb am 16. Mai 1890 in Charlottenburg und wurde drei Tage später auf dem Berliner Luisenfriedhof beigesetzt.

### Familie
Broecker heiratete am 25. November 1845 in Neiße Julie Schweitzer (1826–1909), eine Tochter des Bankiers Moritz Schweizer. Das Paar hatte mehrere Kinder:
- Arthur (1846–1915), Theologe ⚭ Elisabeth Dominik (* 1853)
- Paul (1847–1881), preußischer Hauptmann ⚭ 1878 Anna von Petersdorff (* 1858)
- Hedwig (* 1854) ⚭ 1876 Friedrich von Brömbsen, preußischer Oberst a. D.